# Борсук Володимир Мойсейович
Володимир Мойсейович (Мусійович) Борсук (нар. 6 січня 1924, село Нуйно, тепер Камінь-Каширського району Волинської області — ?) — український радянський діяч, бригадир бригади прохідників Великомостівського будівельного управління комбінату «Укрзахідшахтобуд» Львівської області. Герой Соціалістичної Праці (26.04.1957).

## Біографія
Народився в багатодітній селянській родині. Закінчив чотири класи сільської школи. З 1934 року був пастухом у сусідньому селі, потім — робітником на залізниці.
Під час Другої світової війни був мобілізований німецькою окупаційною владою. Працював робітником на німецькій військовій залізниці під Псковом (РРФСР), а потім в Альпах (Італія). Після закінчення війни через Австрію і Словаччину добрався до Братислави, де був призваний до Радянської армії. У 1948 переведений у місто Ростов-на-Дону.
Після демобілізації повернувся в село Нуйно Камінь-Каширського району Волинської області.
З 1950 по 1954 рік — різнороб (бетоняр, муляр, тесляр) на будівництві Нововолинської шахти № 1, шахтар і бригадир першої прохідницької бригади Нововолинської шахти № 1 в місті Нововолинську Волинської області.
З 1954 року — бригадир бригади прохідників шахт № 1 і № 2 «Великомостівська»; бригадир бригади прохідників (майстрів механізованого вибою) Червоноградської шахти № 1 Великомостівського будівельного управління комбінату «Укрзахідшахтобуд» Львівської області.
26 квітня 1957 року Володимиру Борсуку присвоєно звання Героя Соціалістичної Праці з врученням ордена Леніна і золотої медалі «Серп і молот».
Обирався депутатом Львівської обласної ради 6-го скликання (1957—1959 роки).
Сімнадцять років пропрацював на шахтах, деякий час проживав у місті Архангельську (РРФСР). Повернувся до рідного села, працював у колгоспі.
Потім — на пенсії в селі Нуйно Камінь-Каширського району Волинської області.

## Нагороди
- Герой Соціалістичної Праці (26.04.1957)
- орден Леніна (26.04.1957)
- медалі